# Susan Greenfield
Susan Greenfield, baronessa Greenfield d'Otmoor (Chiswick, 1 d'octubre de 1950) és una neurocientífica, escriptora i divulgadora britànica.
Es va formar a l'escola Godolphin and Latymer i posteriorment es va graduar en ciències a la Universitat d'Oxford, on va obtenir el doctorat, i ha estat professora de Farmacologia. Ha investigat els mecanismes cerebrals implicats en la memòria i les malalties neurodegeneratives, així com els efectes de la tecnologia en el cervell humà. Va dirigir el Royal Institution of Great Britain fins al 2010 i ha estat una veu controvertida en el debat sobre l'impacte de les noves tecnologies, defensant el concepte de canvi mental (mind change). També ha fundat empreses de recerca en neurociència aplicada, com Synaptica i BrainBoost. Ha escrit diversos llibres de divulgació i la novel·la distòpica 2121 (2013).
Ha rebut nombrosos reconeixements, incloent-hi la Medalla Michael Faraday (1998), la distinció de Dama Comandant de l'Ordre de l'Imperi Britànic (DBE) i la Légion d'Honneur (2003). El 2001 va ser nomenada membre de la Cambra dels Lords amb el títol de Baronesa Greenfield.